# Coppa Italia 1997-1998
La Coppa Italia 1997-1998 è stata la 51ª edizione della manifestazione calcistica.
È iniziata il 16 agosto 1997 e si è conclusa il 29 aprile 1998.
È stata vinta dalla Lazio, che si è imposta in finale sul Milan vincendo per 3-1 la sfida di ritorno allo stadio Olimpico, dopo aver perso per 1-0 la gara di andata allo stadio Meazza. Per i biancocelesti fu il secondo successo in questa manifestazione, a ben quarant'anni dalla prima affermazione.

## Formula
Cambiò ancora la formula e rimase uguale anche per l'anno successivo. Venne eliminata la novità della ripetizione in caso di parità e pure le gare a eliminazione diretta: infatti per tutta la durata della manifestazione (dal primo turno alla finale) le partite furono disputate con sfide di andata e ritorno.
|                                         | Squadre che entrano in questo turno | Squadre qualificate dal turno precedente     |
| --------------------------------------- | --- | -------------------------------------------- |
| Primo turno eliminatorio (32 squadre)   | - 2 squadre di Serie A - 2 squadre dalla Serie A 1996-1997 (dal 13º al 14º posto) - 20 squadre di Serie B - 4 squadre retrocesse dalla Serie A 1996-1997 - 12 squadre dalla Serie B 1996-1997 (dal 5º al 16º posto) - 4 squadre promosse dalla Serie C1 1996-1997 - 10 squadre di Serie C1 - 4 squadre retrocesse dalla Serie B 1996-1997 - 3 squadre dal girone A della Serie C1 1996-1997 - 3 squadre dal girone B della Serie C1 1996-1997 |                                              |
| Secondo turno eliminatorio (32 squadre) | - 16 squadre di Serie A - 14 squadre dalla Serie A 1996-1997 (dal 1º al 12º posto) - 2 squadre promosse dalla Serie B 1996-1997 | - 16 vincenti del primo turno eliminatorio   |
| Terzo turno eliminatorio (16 squadre)   | | - 16 vincenti del secondo turno eliminatorio |
| Fase finale (8 squadre)                 | | - 8 vincenti del terzo turno eliminatorio    |

## Squadre
| Secondo turno | Secondo turno    | Secondo turno    | Secondo turno |
| ------------- | ---------------- | ---------------- | ------------- |
| Parma         | Juventus         | Inter            | Lazio         |
| Sampdoria     | Udinese          | Bologna          | Vicenza       |
| Fiorentina    | Atalanta         | Milan            | Roma          |
| Napoli        | Piacenza         | Brescia          | Empoli        |
| Primo turno   |                  |                  |               |
| Cesena        | Brescello        | Lucchese         | Palermo       |
| Lecce         | Ancona           | Genoa            | Reggiana      |
| Pescara       | Castel di Sangro | Atletico Catania | Treviso       |
| Savoia        | Perugia          | Fidelis Andria   | Torino        |
| Cosenza       | Foggia           | Cagliari         | Carpi         |
| Monza         | Chievo           | Padova           | Nocerina      |
| Bari          | Reggina          | Como             | Verona        |
| Venezia       | Cremonese        | Ravenna          | Salernitana   |

## Risultati

### Primo turno
| Squadra 1        | Totale | Squadra 2        | Andata | Ritorno |
| ---------------- | ------ | ---------------- | ------ | ------- |
| Brescello        | 5 - 2  | Lucchese         | 4 - 1  | 1 - 1   |
| Cesena           | 0 - 1  | Lecce            | 0 - 0  | 0 - 1   |
| Ancona           | 2 - 3  | Pescara          | 2 - 1  | 0 - 2   |
| Chievo           | 1 - 2  | Castel di Sangro | 0 - 0  | 1 - 2   |
| Atletico Catania | 0 - 4  | Verona           | 0 - 1  | 0 - 3   |
| Palermo          | 1 - 2  | Reggina          | 1 - 2  | 0 - 0   |
| Savoia           | 1 - 3  | Perugia          | 0 - 0  | 1 - 3   |
| Fidelis Andria   | 5 - 3  | Padova           | 2 - 1  | 3 - 2   |
| Cosenza          | 2 - 3  | Foggia           | 0 - 0  | 2 - 3   |
| Nocerina         | 3 - 3  | Cagliari         | 2 - 2  | 1 - 1   |
| Como             | 4 - 5  | Torino           | 4 - 2  | 0 - 3   |
| Treviso          | 1 - 4  | Reggiana         | 1 - 2  | 0 - 2   |
| Monza            | 1 - 2  | Genoa            | 1 - 1  | 0 - 1   |
| Cremonese        | 1 - 5  | Ravenna          | 0 - 1  | 1 - 4   |
| Salernitana      | 1 - 2  | Bari             | 1 - 1  | 0 - 1   |
| Carpi            | 0 - 1  | Venezia          | 0 - 1  | 0 - 0   |

#### Andata
| Cesena 16 agosto 1997, ore 20:45 CEST | Cesena             | 0 – 0 referto | Lecce | Stadio Dino Manuzzi (2 011 spett.)\| Arbitro: \| Preschern (Mestre) \| |
| Arbitro:                              | Preschern (Mestre) |               |       |                                                                        |

| Arbitro: | Calabrese (Avezzano) |

|                                        |           |               |
| Borgobello 9’, 15’ Centanni 85’, 90+2’ | Marcatori | 53’ Vannucchi |

| Arbitro: | Braschi (Prato) |

|                                    |           |               |
| Tentoni 16’ (rig.) Bresciani 45+1’ | Marcatori | 34’ Cammarata |

| Verona 17 agosto 1997, ore 20:30 CEST | Chievo           | 0 – 0 referto | Castel di Sangro | Stadio Marcantonio Bentegodi (1 800 spett.)\| Arbitro: \| Pin (Conegliano) \| |
| Arbitro:                              | Pin (Conegliano) |               |                  |                                                                               |

| Arbitro: | Gambino (Barletta) |

|  |           |                  |
|  | Marcatori | 83’ Giandebiaggi |

| Arbitro: | Tombolini (Ancona) |

|                |           |                       |
| Ciardiello 73’ | Marcatori | 55’ Diliso 83’ Marino |

| Torre Annunziata 17 agosto 1997, ore 20:30 CEST | Savoia          | 0 – 0 referto | Perugia | Stadio Alfredo Giraud (2 000 spett.)\| Arbitro: \| Sputore (Vasto) \| |
| Arbitro:                                        | Sputore (Vasto) |               |         |                                                                       |

| Arbitro: | Cardella (Torre del Greco) |

|                     |           |           |
| Biagioni 45+1’, 65’ | Marcatori | 2’ Nicoli |

| Cosenza 17 agosto 1997, ore 20:30 CEST | Cosenza         | 0 – 0 referto | Foggia | Stadio San Vito (2 000 spett.)\| Arbitro: \| Boggi (Salerno) \| |
| Arbitro:                               | Boggi (Salerno) |               |        |                                                                 |

| Arbitro: | Paparesta (Bari) |

|                        |           |                          |
| Di Maggio 17’ Zian 79’ | Marcatori | 89’, 90+1’ (rig.) Vasari |

| Arbitro: | Racalbuto (Gallarate) |

|                                                                |           |                             |
| De Agostini 10’ Ottolina 33’ Milanetto 42’ Martelli 62’ (aut.) | Marcatori | 30’ Carparelli 56’ Ferrante |

| Arbitro: | Bonfrisco (Monza) |

|             |           |                          |
| De Poli 30’ | Marcatori | 20’ Sullo 80’ Margheriti |

| Arbitro: | Strazzera (Trapani) |

|  |           |             |
|  | Marcatori | 61’ Polesel |

| Arbitro: | Rosetti (Torino) |

|  |           |                      |
|  | Marcatori | 63’ (rig.) D'Aloisio |

| Arbitro: | De Santis (Tivoli) |

|               |           |              |
| Artistico 44’ | Marcatori | 19’ Ingesson |

| Arbitro: | Sirotti (Forlì) |

|                |           |            |
| Pietranera 12’ | Marcatori | 63’ Pisano |

#### Ritorno
| Arbitro: | Branzoni (Pavia) |

|              |           |                     |
| Vendrame 47’ | Marcatori | 76’ (rig.) Franzini |

| Arbitro: | Dagnello (Trieste) |

|                 |           |  |
| Piangerelli 65’ | Marcatori |  |

| Arbitro: | Farina (Novi Ligure) |

|                         |           |  |
| Gelsi 21’ Cammarata 77’ | Marcatori |  |

| Arbitro: | Strazzera (Trapani) |

|                           |           |            |
| Baglieri 70’ Tresoldi 85’ | Marcatori | 8’ Passoni |

| Arbitro: | Rosetti (Torino) |

|                               |           |  |
| Aglietti 20’, 89’ Manetti 60’ | Marcatori |  |

| Reggio Calabria 24 agosto 1997, ore 20:30 CEST | Reggina          | 0 – 0 referto | Palermo | Stadio Comunale (4 000 spett.)\| Arbitro: \| Paparesta (Bari) \| |
| Arbitro:                                       | Paparesta (Bari) |               |         |                                                                  |

| Arbitro: | Ercolino (Cassino) |

|                                      |           |                    |
| Versavel 7’, 17’ (rig.) Pandolfi 78’ | Marcatori | 26’ (rig.) Marsich |

| Arbitro: | Borriello (Mantova) |

|                             |           |                                  |
| Cornacchini 29’ Saurini 73’ | Marcatori | 42’ Olive 51’ Frezza 75’ Palumbo |

| Arbitro: | Lana (Torino) |

|                                    |           |                       |
| Vukoja 17’ (rig.) Perrone 64’, 72’ | Marcatori | 16’ Apa 67’ Margiotta |

| Arbitro: | Calabrese (Avezzano) |

|               |           |             |
| Banchelli 65’ | Marcatori | 6’ Pallanch |

| Arbitro: | Rodomonti (Teramo) |

|                                |           |  |
| Foglia 68’, 74’ Carparelli 85’ | Marcatori |  |

| Arbitro: | Messina (Bergamo) |

|                           |           |  |
| Carruezzo 61’ Minetti 86’ | Marcatori |  |

| Arbitro: | Serena (Bassano del Grappa) |

|                     |           |  |
| Zappella 55’ (aut.) | Marcatori |  |

| Arbitro: | Sputore (Vasto) |

|                                                     |           |              |
| Francioso 2’, 66’ Masitto 45+1’ Catanese 59’ (aut.) | Marcatori | 49’ Castagna |

| Arbitro: | Bolognino (Milano) |

|           |           |  |
| Sordo 30’ | Marcatori |  |

| Venezia 24 agosto 1997, ore 20:30 CEST | Venezia                    | 0 – 0 referto | Carpi | Stadio Pierluigi Penzo (3 000 spett.)\| Arbitro: \| Cardella (Torre del Greco) \| |
| Arbitro:                               | Cardella (Torre del Greco) |               |       |                                                                                   |

### Sedicesimi di finale
| Squadra 1        | Totale | Squadra 2  | Andata | Ritorno |
| ---------------- | ------ | ---------- | ------ | ------- |
| Milan            | 2 - 0  | Reggiana   | 0 - 0  | 2 - 0   |
| Brescello        | 1 - 5  | Juventus   | 1 - 1  | 0 - 4   |
| Lecce            | 3 - 2  | Empoli     | 2 - 1  | 1 - 1   |
| Pescara          | 3 - 3  | Vicenza    | 0 - 1  | 3 - 2   |
| Castel di Sangro | 1 - 4  | Fiorentina | 0 - 2  | 1 - 2   |
| Roma             | 7 - 4  | Verona     | 5 - 3  | 2 - 1   |
| Reggina          | 1 - 6  | Udinese    | 1 - 2  | 0 - 4   |
| Perugia          | 4 - 4  | Napoli     | 3 - 2  | 1 - 2   |
| Fidelis Andria   | 2 - 6  | Lazio      | 0 - 3  | 2 - 3   |
| Foggia           | 2 - 4  | Inter      | 0 - 1  | 2 - 3   |
| Cagliari         | 4 - 4  | Piacenza   | 3 - 2  | 1 - 2   |
| Torino           | 3 - 4  | Sampdoria  | 2 - 1  | 1 - 3   |
| Genoa            | 3 - 4  | Atalanta   | 3 - 0  | 0 - 4   |
| Ravenna          | 2 - 7  | Bologna    | 0 - 5  | 2 - 2   |
| Bari             | 2 - 1  | Brescia    | 1 - 0  | 1 - 1   |
| Venezia          | 4 - 5  | Parma      | 3 - 2  | 1 - 3   |

#### Andata
| Milano 2 settembre 1997, ore 20:45 CEST | Milan              | 0 – 0 referto | Reggiana | Stadio Giuseppe Meazza (4 553 spett.)\| Arbitro: \| De Santis (Tivoli) \| |
| Arbitro:                                | De Santis (Tivoli) |               |          |                                                                           |

| Arbitro: | Bettin (Padova) |

|              |           |           |
| Franzini 42’ | Marcatori | 56’ Conte |

| Arbitro: | Branzoni (Pavia) |

|                               |           |              |
| Palmieri 49’ De Francesco 61’ | Marcatori | 77’ Esposito |

| Arbitro: | Boggi (Salerno) |

|  |           |                 |
|  | Marcatori | 90+3’ Di Napoli |

| Arbitro: | Lana (Torino) |

|  |           |                                  |
|  | Marcatori | 15’ Batistuta 55’ (rig.) Dionigi |

| Arbitro: | Pellegrino (Barcellona Pozzo di Gotto) |

|                                                                                |           |                              |
| Balbo 24’ (rig.) Aldair 40’ Di Biagio 52’ Di Francesco 64’ Gonnella 84’ (aut.) | Marcatori | 25’, 43’ Aglietti 62’ Vanoli |

| Arbitro: | Bonfrisco (Monza) |

|           |           |                    |
| Sesia 84’ | Marcatori | 74’ Emam 88’ Poggi |

| Arbitro: | Bazzoli (Merano) |

|                                  |           |                  |
| Pandolfi 28’, 48’ Thorninger 81’ | Marcatori | 5’, 75’ Bellucci |

| Arbitro: | Cesari (Genova) |

|  |           |                                           |
|  | Marcatori | 21’ (aut.) Recchi 48’, 78’ (rig.) Signori |

| Arbitro: | Pairetto (Nichelino) |

|  |           |            |
|  | Marcatori | 32’ Recoba |

| Arbitro: | Treossi (Forlì) |

|                             |           |                         |
| Muzzi 18’, 27’ De Patre 48’ | Marcatori | 16’ Piovani 38’ Murgita |

| Arbitro: | Tombolini (Ancona) |

|                  |           |                   |
| Ferrante 7’, 14’ | Marcatori | 52’ (aut.) Dorigo |

| Arbitro: | Rossi (Ciampino) |

|                                   |           |  |
| Giampaolo 9’ Nappi 63’ Pisano 83’ | Marcatori |  |

| Arbitro: | Ceccarini (Livorno) |

|  |           |                                                                          |
|  | Marcatori | 19’ Kolyvanov 29’ Baggio 72’ Kallon 83’ (aut.) D'Aloisio 88’ Carnasciali |

| Arbitro: | Dagnello (Trieste) |

|             |           |  |
| Ventola 22’ | Marcatori |  |

| Arbitro: | Trentalange (Torino) |

|                                               |           |                          |
| Ballarin 18’ Antonioli 22’ Polesel 53’ (rig.) | Marcatori | 63’ Maniero 73’ Milanese |

#### Ritorno
| Arbitro: | Preschern (Mestre) |

|                                                        |           |  |
| Delpiano 6’ (aut.) Amoruso 47’ (rig.) Fonseca 68’, 86’ | Marcatori |  |

| Arbitro: | Lana (Torino) |

|                     |           |           |
| Esposito 39’ (rig.) | Marcatori | 24’ Rossi |

| Arbitro: | Racalbuto (Gallarate) |

|                |           |                                     |
| Luiso 47’, 56’ | Marcatori | 7’ Tisci 28’ Beghetto 88’ Cammarata |

| Arbitro: | Pin (Conegliano) |

|                            |           |              |
| Flachi 18’ Batistuta 90+1’ | Marcatori | 12’ Pistella |

| Arbitro: | Ceccarini (Livorno) |

|              |           |                         |
| Siviglia 76’ | Marcatori | 8’ Aldair 59’ Di Biagio |

| Arbitro: | De Santis (Tivoli) |

|                                                        |           |  |
| Bierhoff 9’ Márcio Amoroso 68’ (rig.) Cappioli 71’ 90’ | Marcatori |  |

| Arbitro: | Treossi (Forlì) |

|                         |           |             |
| Protti 24’ Bellucci 55’ | Marcatori | 90’ Guidoni |

| Arbitro: | Dagnello (Trieste) |

|                             |           |                              |
| Signori 19’, 73’ Bokšić 24’ | Marcatori | 34’ Biagioni 66’ Cappellacci |

| Arbitro: | Rossi (Ciampino) |

|                                            |           |                                     |
| Recoba 4’ (rig.) Zé Elias 82’ Winter 90+5’ | Marcatori | 45+1’ (aut.) Bergomi 67’ Di Michele |

| Arbitro: | Collina (Viareggio) |

|                           |           |               |
| Valtolina 17’ Murgita 60’ | Marcatori | 28’ Banchelli |

| Arbitro: | Braschi (Prato) |

|                         |           |              |
| Tovalieri 34’, 36’, 66’ | Marcatori | 17’ Ferrante |

| Arbitro: | Bettin (Padova) |

|  |           |                    |
|  | Marcatori | 34’ Weah 90’ Boban |

| Arbitro: | Branzoni (Pavia) |

|                                               |           |  |
| Lucarelli 56’ Foglio 62’ Sgrò 87’ Carbone 89’ | Marcatori |  |

| Arbitro: | Ercolino (Cassino) |

|                               |           |                            |
| Kallon 9’ Shalimov 42’ (rig.) | Marcatori | 16’ Bergamo 24’ Bertarelli |

| Arbitro: | Trentalange (Torino) |

|           |           |                 |
| Adani 26’ | Marcatori | 90+5’ Zambrotta |

| Arbitro: | Bolognino (Milano) |

|                                    |           |                |
| Chiesa 27’, 35’ Pavan 45+1’ (aut.) | Marcatori | 62’ N.Marangon |

### Ottavi di finale
| Squadra 1  | Totale | Squadra 2 | Andata | Ritorno         |
| ---------- | ------ | --------- | ------ | --------------- |
| Juventus   | 3 - 0  | Lecce     | 2 - 0  | 1 - 0           |
| Fiorentina | 3 - 2  | Pescara   | 1 - 0  | 2 - 2           |
| Udinese    | 3 - 4  | Roma      | 2 - 2  | 1 - 2           |
| Lazio      | 4 - 3  | Napoli    | 4 - 0  | 0 - 3           |
| Piacenza   | 1 - 3  | Inter     | 0 - 3  | 1 - 0           |
| Milan      | 5 - 3  | Sampdoria | 3 - 2  | 2 - 1           |
| Atalanta   | 4 - 4  | Bologna   | 3 - 1  | 1 - 3 (3-1 dtr) |
| Parma      | 3 - 1  | Bari      | 2 - 1  | 1 - 0           |

#### Andata
| Arbitro: | Bolognino (Milano) |

|                           |           |  |
| Amoruso 32’ Del Piero 54’ | Marcatori |  |

| Arbitro: | Bettin (Padova) |

|               |           |  |
| Batistuta 72’ | Marcatori |  |

| Arbitro: | Bazzoli (Merano) |

|                            |           |                        |
| Locatelli 28’ Bierhoff 79’ | Marcatori | 65’ Totti 82’ Gautieri |

| Arbitro: | Cesari (Genova) |

|                                        |           |  |
| Bokšić 4’, 31’ Signori 16’ (rig.), 20’ | Marcatori |  |

| Arbitro: | Rodomonti (Teramo) |

|  |           |                       |
|  | Marcatori | 17’, 19’, 58’ Ronaldo |

| Arbitro: | Treossi (Forlì) |

|                                   |           |                              |
| Weah 64’ Maini 74’ Kluivert 90+2’ | Marcatori | 20’ Tovalieri 44’ Boghossian |

| Arbitro: | Borriello (Mantova) |

|                                    |           |                       |
| Sgrò 22’, 34’ (rig.) Dunđerski 28’ | Marcatori | 90+6’ (rig.) Shalimov |

| Arbitro: | Pellegrino (Barcellona Pozzo di Gotto) |

|                          |           |               |
| Adaílton 37’ Fiore 45+3’ | Marcatori | 60’ Zambrotta |

#### Ritorno
| Arbitro: | Serena (Bassano del Grappa) |

|  |           |                |
|  | Marcatori | 26’ Birindelli |

| Arbitro: | Bolognino (Milano) |

|                     |           |                                 |
| Tisci 24’ Gelsi 32’ | Marcatori | 44’ (rig.) Morfeo 85’ Rui Costa |

| Arbitro: | Farina (Novi Ligure) |

|                                 |           |             |
| Paulo Sérgio 23’ Delvecchio 51’ | Marcatori | 45+1’ Poggi |

| Arbitro: | Racalbuto (Gallarate) |

|                                      |           |  |
| Protti 33’ Giannini 79’ Rossitto 88’ | Marcatori |  |

| Arbitro: | Branzoni (Pavia) |

|  |           |             |
|  | Marcatori | 90’ Stroppa |

| Arbitro: | Braschi (Prato) |

|                |           |                              |
| Mihajlović 19’ | Marcatori | 64’ Leonardo 82’ (rig.) Cruz |

| Arbitro: | Pairetto (Nichelino) |

|                                 |                      |                                |
| Fontolan 17’, 39’ Kolyvanov 48’ | Marcatori            | 45’ Caccia                     |
| Torrisi Baggio Paramatti Kallon | Tiri di rigore 1 – 3 | Sgrò Gallo Lucarelli Dunđerski |

| Arbitro: | Messina (Bergamo) |

|  |           |             |
|  | Marcatori | 88’ Maniero |

### Quarti di finale
| Squadra 1  | Totale | Squadra 2 | Andata | Ritorno |
| ---------- | ------ | --------- | ------ | ------- |
| Fiorentina | 2 - 2  | Juventus  | 2 - 2  | 0 - 0   |
| Lazio      | 6 - 2  | Roma      | 4 - 1  | 2 - 1   |
| Milan      | 5 - 1  | Inter     | 5 - 0  | 0 - 1   |
| Parma      | 2 - 1  | Atalanta  | 1 - 0  | 1 - 1   |

#### Andata
| Arbitro: | Treossi (Forlì) |

|                                 |           |                        |
| Rui Costa 5’ Montero 42’ (aut.) | Marcatori | 64’ Inzaghi 73’ Zidane |

| Arbitro: | Rodomonti (Teramo) |

|                                                    |           |                  |
| Bokšić 3’ Jugović 33’ (rig.) Mancini 75’ Fuser 81’ | Marcatori | 39’ (rig.) Balbo |

| Arbitro: | Cesari (Genova) |

|                                                                             |           |  |
| Albertini 29’ (rig.) Ganz 33’ Savićević 44’ Colonnese 46’ (aut.) Nilsen 60’ | Marcatori |  |

| Arbitro: | Racalbuto (Gallarate) |

|            |           |  |
| Chiesa 36’ | Marcatori |  |

#### Ritorno
| Torino 20 gennaio 1998, ore 20:45 CET | Juventus           | 0 – 0 referto | Fiorentina | Stadio delle Alpi (7 866 spett.)\| Arbitro: \| Rodomonti (Teramo) \| |
| Arbitro:                              | Rodomonti (Teramo) |               |            |                                                                      |

| Arbitro: | Bolognino (Milano) |

|                  |           |                                   |
| Paulo Sérgio 54’ | Marcatori | 45’ (rig.) Jugović 90+4’ Gottardi |

| Arbitro: | Bettin (Padova) |

|            |           |  |
| Branca 32’ | Marcatori |  |

| Arbitro: | Pellegrino (Barcellona Pozzo di Gotto) |

|              |           |            |
| Bonacina 77’ | Marcatori | 56’ Chiesa |

### Semifinali
| Squadra 1 | Totale | Squadra 2 | Andata | Ritorno |
| --------- | ------ | --------- | ------ | ------- |
| Milan     | 2 - 2  | Parma     | 0 - 0  | 2 - 2   |
| Juventus  | 2 - 3  | Lazio     | 0 - 1  | 2 - 2   |

#### Andata
| Milano 18 febbraio 1998, ore 20:45 CET | Milan           | 0 – 0 referto | Parma | Stadio Giuseppe Meazza (17 488 spett.)\| Arbitro: \| Braschi (Prato) \| |
| Arbitro:                               | Braschi (Prato) |               |       |                                                                         |

| Arbitro: | Treossi (Forlì) |

|  |           |            |
|  | Marcatori | 22’ Bokšić |

#### Ritorno
| Arbitro: | Pairetto (Nichelino) |

|                       |           |                       |
| Chiesa 49’ Stanić 87’ | Marcatori | 45+2’, 90+3’ Kluivert |

| Arbitro: | Pellegrino (Barcellona Pozzo di Gotto) |

|                 |           |                                  |
| Nedvěd 62’, 65’ | Marcatori | 36’ Fonseca 90+3’ (aut.) Favalli |

### Finale
| Squadra 1 | Totale | Squadra 2 | Andata | Ritorno |
| --------- | ------ | --------- | ------ | ------- |
| Milan     | 2 - 3  | Lazio     | 1 - 0  | 1 - 3   |

#### Andata
| Arbitro: | Bazzoli (Merano) |

| |            | |
| Weah 90’ | Marcatori  | |
| Sebastiano Rossi Steinar Nilsen Dario Smoje Alessandro Costacurta Paolo Maldini Dejan Savicevic (60' Ibrahim Ba) e (75' Leonardo) Marcel Desailly Demetrio Albertini Roberto Donadoni Maurizio Ganz (60' Filippo Maniero) George Weah | Formazioni | Luca Marchegiani Josè Chamot (74' Alessandro Grandoni) Alessandro Nesta Paolo Negro Giuseppe Favalli Diego Fuser Giorgio Venturin Vladimir Jugovic Pavel Nedved Pierluigi Casiraghi Roberto Mancini (85' Guerino Gottardi) |
| Fabio Capello | Allenatori | Sven Goran Eriksson |

#### Ritorno
| Arbitro: | Treossi (Forlì) |

| |            | |
| Gottardi 55’ Jugović 58’ (rig.) Nesta 65’ | Marcatori  | 46’ Albertini |
| Luca Marchegiani Alessandro Grandoni (50' Guerino Gottardi) Alessandro Nesta Paolo Negro Giuseppe Favalli Diego Fuser Giorgio Venturin Vladimir Jugovic Roberto Mancini (88' Giovanni Lopez) Pavel Nedved (92' Dario Marcolin) Pierluigi Casiraghi | Formazioni | Sebastiano Rossi Daniele Daino Marcel Desailly Alessandro Costacurta Paolo Maldini Ibrahim Ba (67' Maurizio Ganz) Demetrio Albertini Roberto Donadoni Christian Ziege Dejan Savicevic (31' Patrick Kluivert) e (50' Giampiero Maini) George Weah |
| Sven Goran Eriksson | Allenatori | Fabio Capello |